# Siemens Desiro
Siemens Desiro – rodzina elektrycznych i spalinowych zespołów trakcyjnych produkowanych przez koncern Siemens Mobility od 1998 r. i przeznaczonych głównie do ruchu regionalnego i aglomeracyjnego.

## Historia
W latach 1995–1999 koncern Siemens–Düwag produkował autobusy szynowe RegioSprinter o prędkości maksymalnej 120 km/h. Pod koniec lat 90. opracowano wersję rozwojową tej konstrukcji, tym razem o prędkości maksymalnej 160 km/h i napędzie elektrycznym lub spalinowym. Początkowo nazwana została RegioSprinter 2, jednak ostatecznie nadano jej nazwę Desiro (od ang. desire – pragnienie, chęć). Zmieniono także całkowicie konstrukcję pudła ze względu na wprowadzenie przez Deutsche Bahn bardziej restrykcyjnych norm dotyczących odporności konstrukcji na zderzenia. Początkowo składy Siemens Desiro były produkowane przez Siemens Transportations Systems, jednak po przekształceniach w strukturze koncernu Siemens, produkcję przejęła spółka Siemens Mobility.

## Konstrukcja
Siemens Desiro jest rodziną elektrycznych oraz spalinowych zespołów trakcyjnych. W trakcie produkcji dokonywano wielokrotnie modernizacji konstrukcji pojazdu. Główne przeznaczenie tego typu pojazdów to obsługa połączeń regionalnych, a także aglomeracyjnych. Pojazdy są dostosowane do eksploatacji w trakcji ukrotnionej. Standardowo mogą być eksploatowane na liniach normalnotorowych (rozstaw szyn 1435 mm), z wyjątkiem szerokotorowej przeznaczonej na rozstaw rosyjski (1520 mm) wersji Desiro RUS.
Można dokonać podziału rodziny na podstawowe modele:
- Desiro Classic – pierwotna wersja rodziny Desiro wyposażona w niską podłogę na powierzchni ok. 60% całego składu[4];
- Desiro UK – wersja opracowana na rynek brytyjski cechująca się w niektórych typach przede wszystkim możliwością przejścia pomiędzy jednostkami w trakcji ukrotnionej[4];
- Desiro Double Deck – wersja dwupokładowa przeznaczona dla regionalnych połączeń o wysokiej przepustowości[4];
- Desiro Mainline (ML) – konstrukcja łącząca w sobie cechy elektrycznego zespołu trakcyjnego i pociągu wagonowego, pozwalająca na wyłączanie i włączanie członów środkowych ze składu, zgodnie z zapotrzebowaniem przewoźnika[4][5];
- Desiro RUS – pięcioczłonowa wersja szerokotorowa przygotowana z myślą o rynku rosyjskim, przystosowana do operowania w niskich temperaturach (do –40 °C), oparta na modelu Desiro ML[3];
- Desiro City – wersja aglomeracyjna przeznaczona na rynek brytyjski[3][4][6];
- Desiro HC – wersja regionalna o wysokiej pojemności z pierwszym i ostatnim członem jednopokładowym, a członami środkowymi piętrowymi[3][7][8];
- Desiro Verve – wersja zaprojektowana z myślą o jak najmniejszym zużyciu energii elektrycznej[3].

Zasilanie elektrycznych zespołów trakcyjnych z rodziny Desiro odbywa się za pomocą pantografu z sieci napowietrznej lub – w przypadku niektórych składów dla brytyjskich kolei aglomeracyjnych – z trzeciej szyny. W 2018 r. Siemens podczas targów Innotrans zaprezentował pierwszy bateryjny elektryczny zespół trakcyjny na bazie rodziny Desiro ML. Skład został przeznaczony dla austriackich kolei ÖBB. Na odcinkach zelektryfikowanych skład porusza się energią czerpaną z sieci, a ponadto ładowane są baterie trakcyjne, które wykorzystuje się na odcinkach niezelektryfikowanych. Takie rozwiązanie pozwala wyeliminować użycie silnika spalinowego z połączeń na trasach niezelektryfikowanych. Skład może poruszać się z maksymalną prędkością 140 km/h na trasie z trakcją elektryczną i 120 km/h na bateriach. Jest to jedno z pierwszych tego typu rozwiązań na rynku kolejowym w Europie. W tym samym roku bateryjny ezt Flirt Akku zaprezentował także Stadler.

Elektryczne oraz spalinowe zespoły trakcyjne Siemens Desiro wg serii
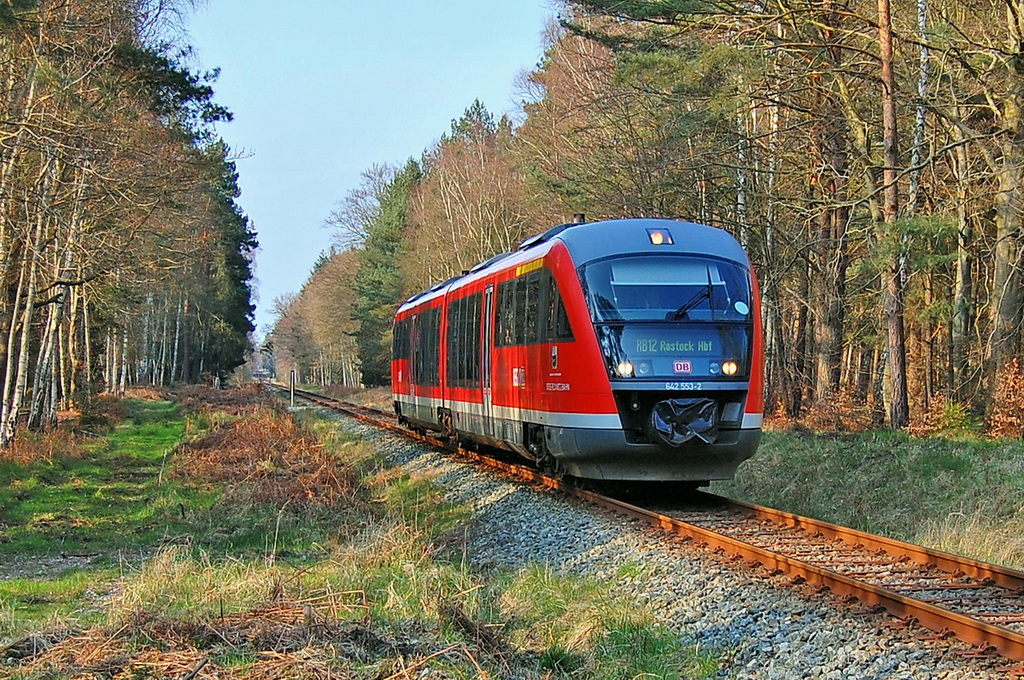
Desiro Classic (Deutsche Bahn)
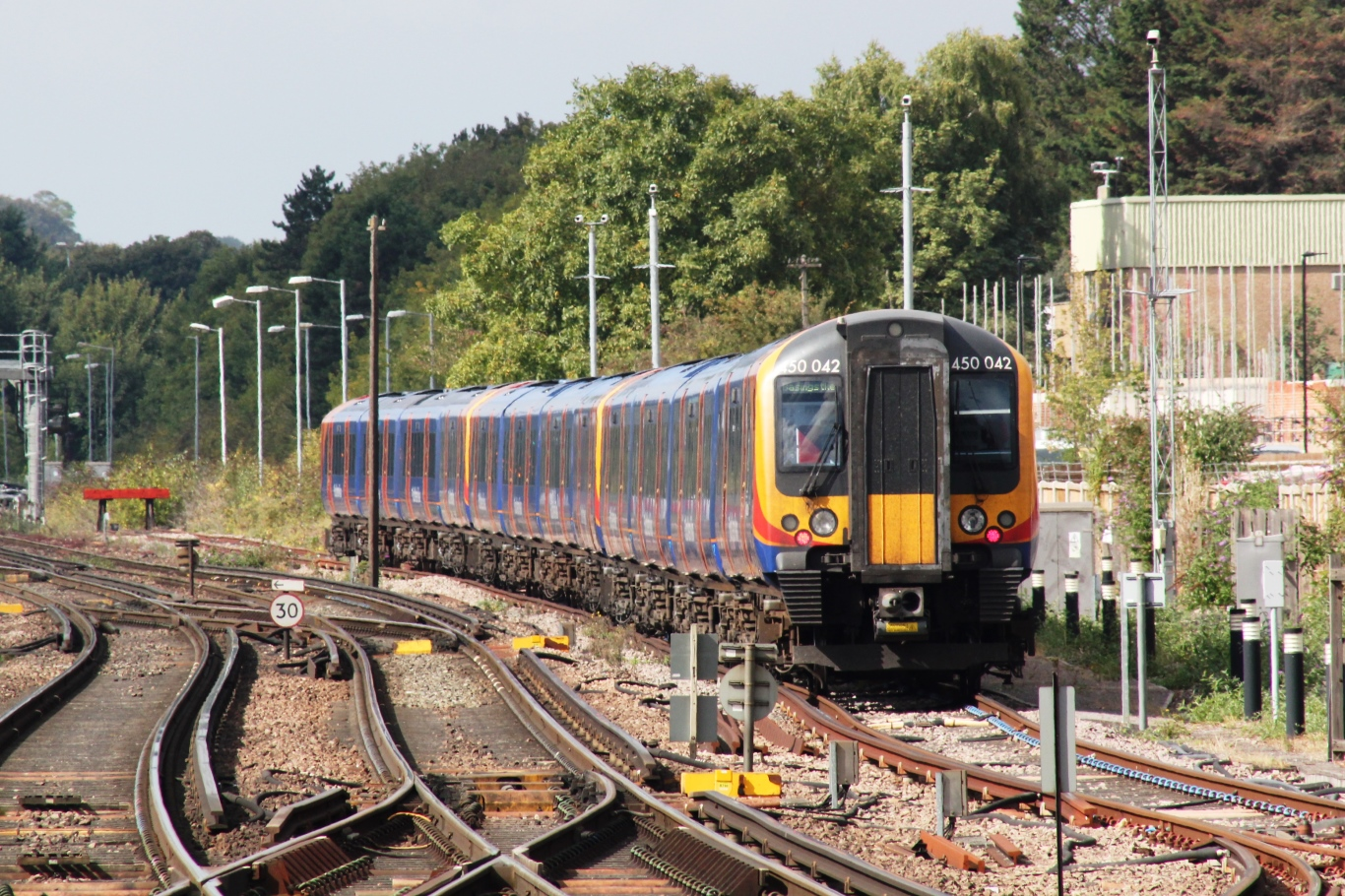
Desiro UK (South Western Railway(inne języki))
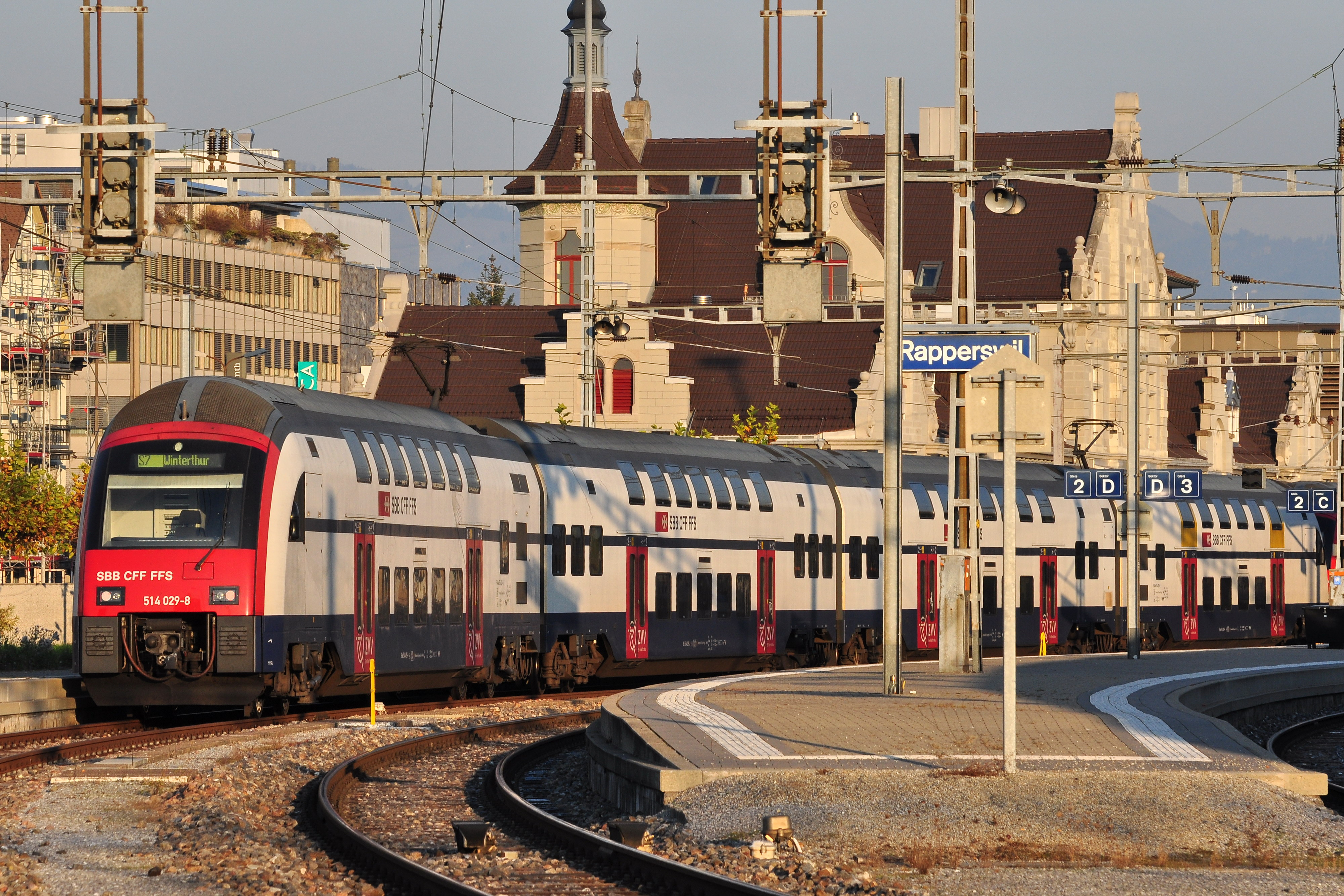
Desiro Double Deck (SBB-CFF-FFS)
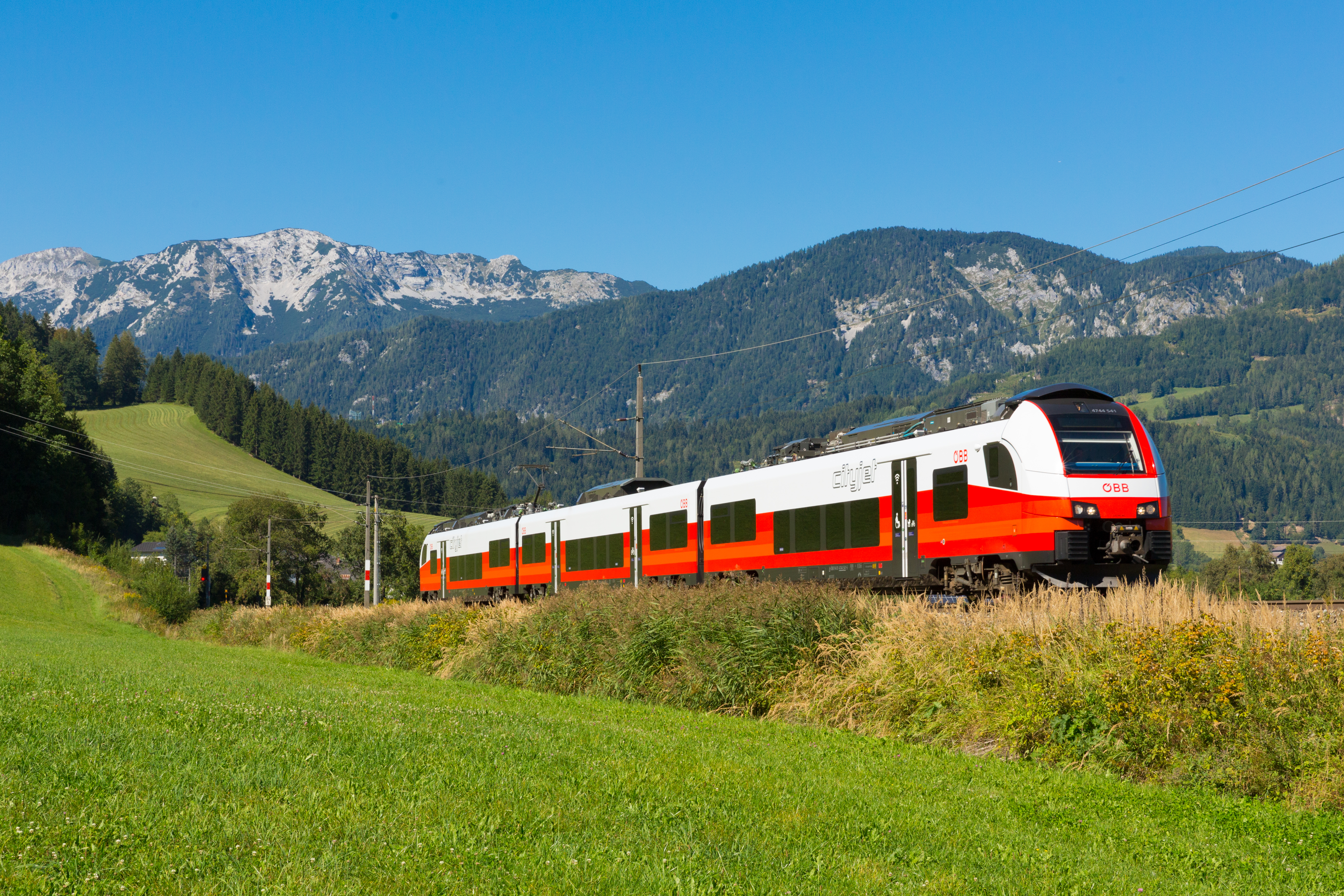
Desiro Mainline (Österreichische Bundesbahnen)
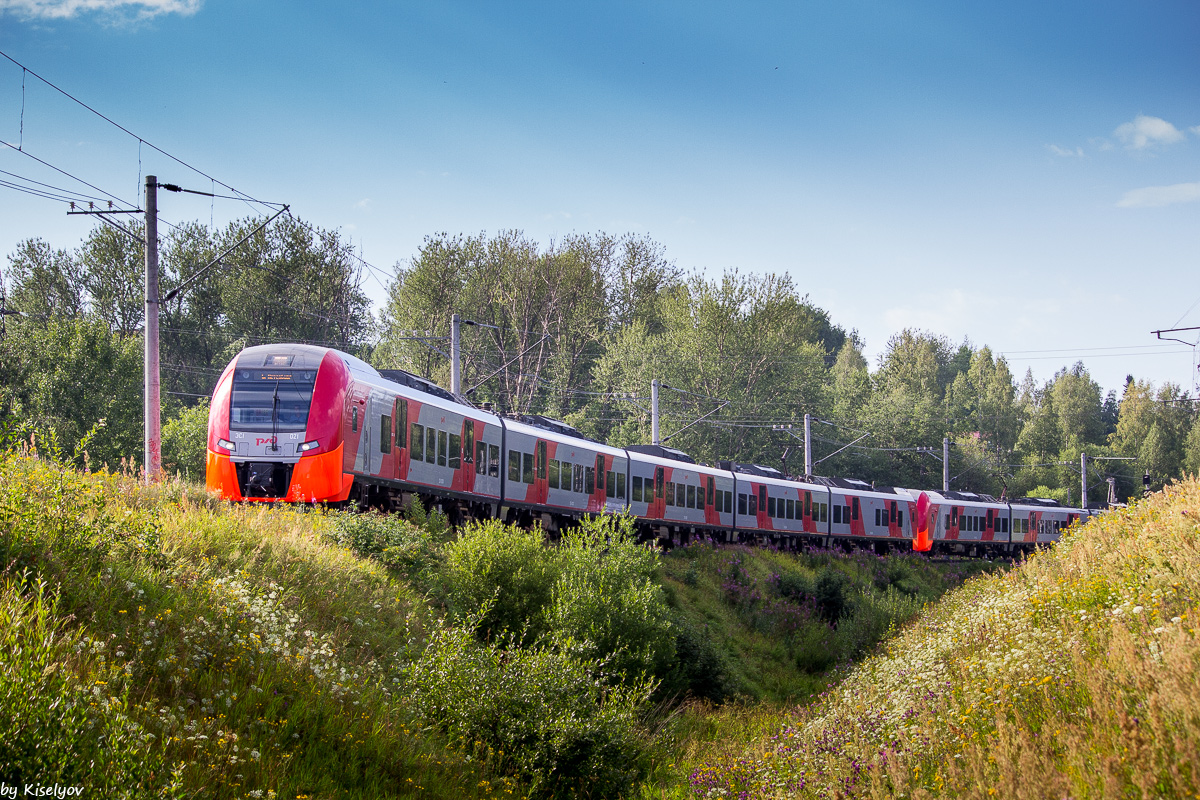
Desiro RUS (RŻD)
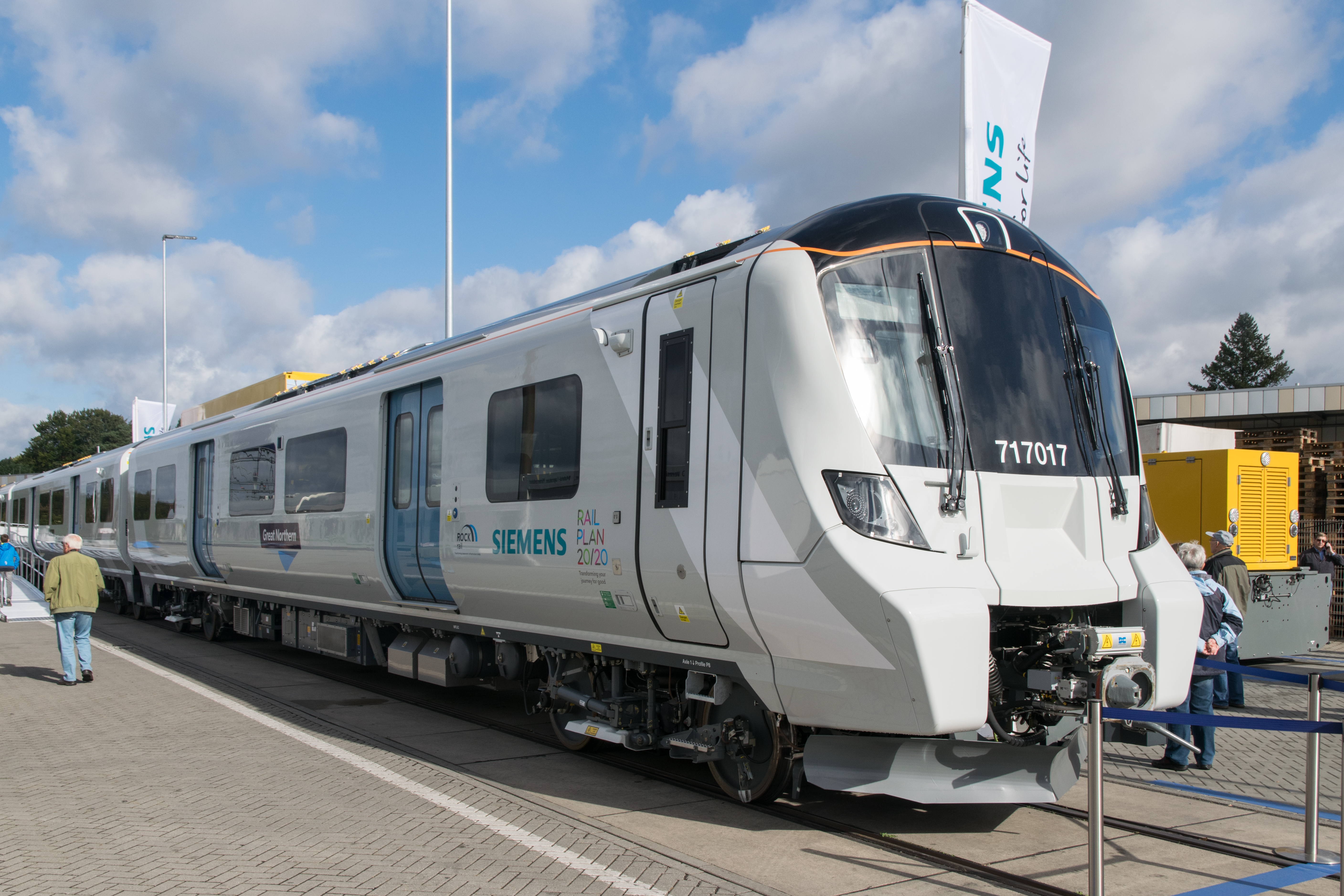
Desiro City (Thameslink)
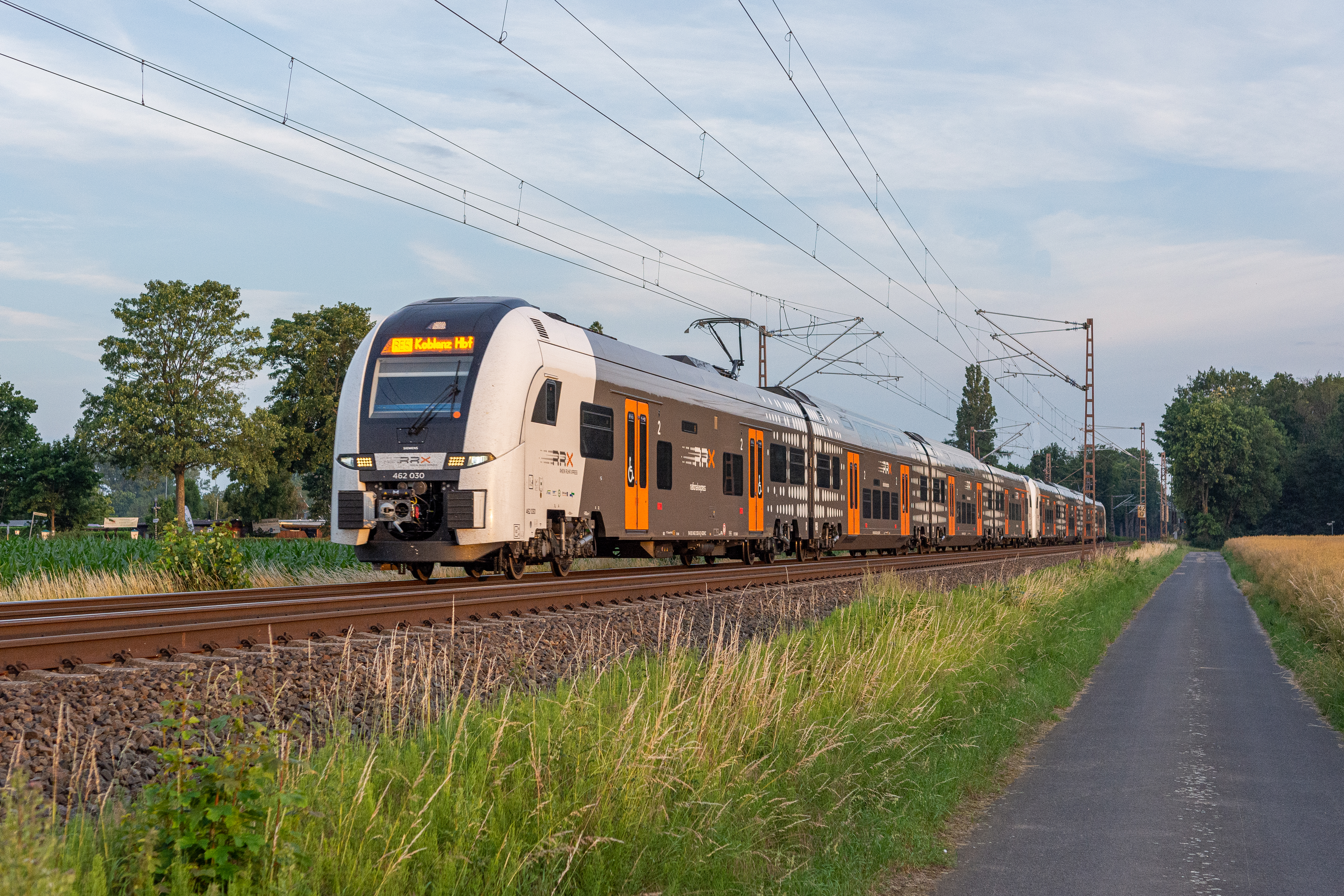
Desiro HC (Rhein-Ruhr-Express)

| Liczba członów | Dostępne układy osi wg liczby członów ezt z rodziny Desiro  | Dostępne układy osi wg liczby członów ezt z rodziny Desiro | Dostępne układy osi wg liczby członów ezt z rodziny Desiro              |
| Liczba członów | Desiro ML                                                   | Desiro HC                                                  | Desiro City                                                             |
| -------------- | ----------------------------------------------------------- | ---------------------------------------------------------- | ----------------------------------------------------------------------- |
| 2              | Bo‘Bo‘+2‘2‘ Bo‘Bo‘+Bo‘Bo‘                                   |                                                            |                                                                         |
| 3              | Bo‘Bo‘+2‘2‘+Bo‘Bo‘                                          |                                                            | Bo‘Bo‘+2‘2‘+2‘Bo‘                                                       |
| 4              | Bo‘Bo‘+2‘2‘+2‘2‘+Bo‘Bo‘                                     | Bo‘Bo‘+2‘2‘+2‘2‘+Bo‘Bo‘                                    | Bo‘Bo‘+2‘2‘+2‘2‘+2‘Bo‘ Bo‘Bo‘+2‘2‘+2‘2‘+Bo‘Bo‘                          |
| 5              | Bo‘Bo‘+2‘2‘+2‘2‘+2‘2‘+Bo‘Bo‘ Bo‘Bo‘+2‘2‘+Bo‘Bo‘+2‘2‘+Bo‘Bo‘ | Bo‘Bo‘+2‘2‘+2‘2‘+2‘2‘+Bo‘Bo‘                               | Bo‘Bo‘+2‘2‘+2‘2‘+2‘2‘+Bo‘Bo‘ Bo‘Bo‘+2‘2‘+Bo‘2‘+2‘2‘+Bo‘Bo‘              |
| 6              | Bo‘Bo‘+2‘2‘+Bo‘Bo‘+2‘2‘+2‘2‘+Bo‘Bo‘                         | Bo‘Bo‘+2‘2‘+2‘2‘+2‘2‘+2‘2‘+Bo‘Bo‘                          | Bo‘Bo‘+2‘2‘+Bo‘Bo‘+2‘2‘+2‘2‘+Bo‘Bo‘                                     |
| 8              |                                                             |                                                            | Bo‘Bo‘+2‘2‘+Bo‘Bo‘+2‘2‘+2‘2‘+Bo‘Bo‘+2‘2‘+Bo‘Bo‘                         |
| 9              |                                                             |                                                            |                                                                         |
| 10             |                                                             |                                                            | Bo‘Bo‘+2‘2‘+Bo‘Bo‘+Bo‘Bo‘+2‘2‘+2‘2‘+2‘2‘+Bo‘Bo‘+2‘2‘+Bo‘Bo‘             |
| 12             |                                                             |                                                            | Bo‘Bo‘+2‘2‘+Bo‘Bo‘+Bo‘Bo‘+2‘2‘+2‘2‘+2‘2‘+2‘2‘+Bo‘Bo‘+Bo‘Bo‘+2‘2‘+Bo‘Bo‘ |

## Eksploatacja
| Państwo           | Przewoźnik                                | Seria              | Oznaczenie         | Napęd                                                               | Rozstaw szyn | Prędkość maksymalna | Liczba sztuk | Eksploatacja od | Liczba członów |        |
| ----------------- | ----------------------------------------- | ------------------ | ------------------ | ------------------------------------------------------------------- | ------------ | ------------------- | ------------ | --------------- | -------------- | ------ |
| Austria           | ÖBB                                       | Desiro Classic     | Baureihe 5022      | Spalinowy                                                           | 1435 mm      | 120 km/h            | 60           | 2004            | 2              | [ 12 ] |
| Austria/ Węgry    | ÖBB/GYSEV-Raaberbahn                      | Desiro ML          | Baureihe 4744/4746 | Elektryczny: 15 kV 16,7 Hz AC 25 kV 50 Hz AC                        | 1435 mm      | 160 km/h            | 170          | 2015            | 3              | [ 13 ] |
| Belgia            | SNCB-NMBS                                 | Desiro ML          | AM 08              | Elektryczny: 25 kV 50 Hz AC 3 kV AC                                 | 1435 mm      | 160 km/h            | 305          | 2009            | 3              | [ 14 ] |
| Bułgaria          | BDŽ                                       | Desiro Classic     | 10                 | Spalinowy                                                           | 1435 mm      | ?                   | 25           | 2005            | 2              | [ 15 ] |
| Bułgaria          | BDŽ                                       | Desiro Classic     | 30                 | Elektryczny: 25 kV 50 Hz AC                                         | 1435 mm      | 140 km/h            | 15           | 2008            | 3              | [ 16 ] |
| Bułgaria          | BDŽ                                       | Desiro Classic     | 31                 | Elektryczny: 25 kV 50 Hz AC                                         | 1435 mm      | 140 km/h            | 10           | 2008            | 4              | [ 17 ] |
| Dania             | DSB                                       | Desiro Classic     | MQ                 | Spalinowy                                                           | 1435 mm      | 120 km/h            | 28           | 2002            | 2              | [ 18 ] |
| Dania             | Hornbækbanen                              | Desiro Classic     | ?                  | Spalinowy                                                           | 1435 mm      | ?                   | 1            | 2001            | 2              | [ 19 ] |
| Dania             | Nordjyske Jernbaner                       | Desiro Classic     | MD                 | Spalinowy                                                           | 1435 mm      | 120 km/h            | 8            | 2004            | 2              | [ 20 ] |
| Grecja            | OSE                                       | Desiro Classic     | 460                | Elektryczny: 25 kV 50 Hz AC                                         | 1435 mm      | ?                   | 20           | 2004            | 5              | [ 21 ] |
| Grecja            | OSE                                       | Desiro Classic     | 660                | Spalinowy                                                           | 1435 mm      | 120 km/h            | 8            | 2004            | 2              | [ 22 ] |
| Izrael            | Israel Railways                           | Desiro HL          | ?                  | Elektryczny                                                         | 1435 mm      | ?                   | 0 z 60       | 2019            | 4/6            | [ 23 ] |
| Malezja           | Express Rail Link                         | Desiro Classic     | ?                  | Elektryczny: 25 kV 50 Hz AC                                         | 1435 mm      | 160 km/h            | 12           | 2001            | 4              | [ 24 ] |
| Niemcy            | Abellio Rail                              | Desiro HL          | Baureihe 462       | Elektryczny: 15 kV 16,7 Hz AC                                       | 1435 mm      | 160 km/h            | 29           | 2018            | 4              | [ 25 ] |
| Niemcy            | DB                                        | Desiro Double Deck | Baureihe 445       | Elektryczny: 15 kV 16,7 Hz AC                                       | 1435 mm      | 140 km/h            | 1            | 1998            | ?              |        |
| Niemcy            | DB                                        | Desiro Classic     | Baureihe 642       | Spalinowy                                                           | 1435 mm      | 90 km/h             | 332          | 1999            | 2              | [ 26 ] |
| Niemcy            | DB                                        | Desiro HL          | Baureihe 462       | Elektryczny: 15 kV 16,7 Hz AC                                       | 1435 mm      | 160 km/h            | 0 z 15       | 2020            | 4              | [ 27 ] |
| Niemcy            | Die Länderbahn                            | Desiro Classic     | Baureihe 462       | Spalinowy                                                           | 1435 mm      | ?                   | 26           | 2004            | 2              | [ 28 ] |
| Niemcy            | HLB                                       | Desiro Classic     | Baureihe 462       | Spalinowy                                                           | 1435 mm      | 120 km/h            | 6            | 2005            | 2              | [ 29 ] |
| Niemcy            | ODEG                                      | Desiro Classic     | Baureihe 462       | Spalinowy                                                           | 1435 mm      | 160 km/h            | 6            | 2008            | 2              | [ 30 ] |
| Niemcy            | trans regio                               | Desiro ML          | Baureihe 460       | Elektryczny: 15 kV 16,7 Hz AC                                       | 1435 mm      | 160 km/h            | 17           | 2008            | 3              | [ 31 ] |
| Niemcy            | Transdev Regio Ost                        | Desiro Classic     | Baureihe 462       | Elektryczny: 15 kV 16,7 Hz AC                                       | 1435 mm      | 120 km/h            | 2            | 2008            | 2              | [ 32 ] |
| Rosja             | RŻD                                       | Desiro ML          | ЭС1 „Lastotschka”  | Elektryczny: 25 kV 50 Hz AC 3 kV DC                                 | 1520 mm      | 160 km/h            | 294          | 2011            | 5              | [ 33 ] |
| Rumunia           | CFR Călători                              | Desiro Classic     | 96                 | Spalinowy                                                           | 1435 mm      | 120 km/h            | 120          | 2000            | 2              | [ 34 ] |
| Słowenia          | SŽ                                        | Desiro Classic     | 312-0              | Elektryczny: 3 kV DC                                                | 1435 mm      | 140 km/h            | 10           | 2000            | 2              | [ 35 ] |
| Słowenia          | SŽ                                        | Desiro Classic     | 312-1              | Elektryczny: 3 kV DC                                                | 1435 mm      | 140 km/h            | 20           | 2001            | 3              | [ 35 ] |
| Szwajcaria        | SBB-CFF-FFS                               | Desiro Double Deck | RABe 514           | Elektryczny: 15 kV 16,7 Hz AC                                       | 1435 mm      | 140 km/h            | 61           | 2005            | 4              | [ 36 ] |
| Tajlandia         | State Railway of Thailand                 | Desiro UK          |                    | Elektryczny: 25 kV 50 Hz AC                                         | 1435 mm      | 161 km/h            | 9            | 2007            | 3/4            | [ 37 ] |
| Stany Zjednoczone | North County Transit District             | Desiro Classic     | NCTD Sprinter      | Spalinowy                                                           | 1435 mm      | 120 km/h            | 12           | 2008            | 2              | [ 38 ] |
| Węgry             | MÁV                                       | Desiro Classic     | 6342               | Spalinowy                                                           | 1435 mm      | 120 km/h            | 31           | 2003            | 2              | [ 39 ] |
| Wielka Brytania   | Abellio ScotRail                          | Desiro UK          | Class 380          | Elektryczny: 25 kV 50 Hz AC                                         | 1435 mm      | 161 km/h            | 38           | 2010            | 3/4            | [ 40 ] |
| Wielka Brytania   | First TransPennine Express                | Desiro UK          | Class 185          | Spalinowy                                                           | 1435 mm      | 161 km/h            | 51           | 2006            | 3              | [ 41 ] |
| Wielka Brytania   | Great Northern                            | Desiro City        | Class 717          | Elektryczny: 25 kV 50 Hz AC z pantografu, 750 V DC z trzeciej szyny | 1435 mm      | 160 km/h            | 25           | 2018            | 6              | [ 42 ] |
| Wielka Brytania   | Greater Anglia TfL Rail                   | Desiro UK          | Class 360          | Elektryczny: 25 kV 50 Hz AC                                         | 1435 mm      | 161 km/h            | 26           | 2003            | 3/4/5          | [ 43 ] |
| Wielka Brytania   | South Western Railway                     | Desiro UK          | Class 444          | Elektryczny: 750 V DC (trzecia szyna)                               | 1435 mm      | 161 km/h            | 45           | 2004            | 5              | [ 44 ] |
| Wielka Brytania   | South Western Railway                     | Desiro UK          | Class 450          | Elektryczny: 750 V DC (trzecia szyna)                               | 1435 mm      | 161 km/h            | 127          | 2003            | 4              | [ 45 ] |
| Wielka Brytania   | South Western Railway                     | Desiro City        | Class 707          | Elektryczny: 750 V DC (trzecia szyna)                               | 1435 mm      | 160 km/h            | 30           | 2017            | 5              | [ 46 ] |
| Wielka Brytania   | Thameslink                                | Desiro City        | Class 700          | Elektryczny: 25 kV 50 Hz AC z pantografu, 750 V DC z trzeciej szyny | 1435 mm      | 160 km/h            | 115          | 2016            | 8/12           | [ 47 ] |
| Wielka Brytania   | TransPennine Express West Midlands Trains | Desiro UK          | Class 350          | Elektryczny: 25 kV 50 Hz AC z pantografu, 750 V DC z trzeciej szyny | 1435 mm      | 161 km/h 180 km/h   | 87           | 2004            | 4              | [ 48 ] |